# Alastor mandibularis
Alastor mandibularis är en stekelart som beskrevs av Giordani Soika 1950. Alastor mandibularis ingår i släktet Alastor och familjen Eumenidae. Inga underarter finns listade i Catalogue of Life.